# Edwin Catmull
Edwin Earl "Ed" Catmull (nascut el 31 de març de 1945) és un informàtic retirat nord-americà, expresident de Pixar Estudis d'Animació i de Walt Disney Animation Studios (incloent-hi la divisió DisneyToon Studios). Com a informàtic, Catmull ha contribuït a molts desenvolupaments importants dins el camp dels gràfics d'ordinador i ha rebut el Premi Turing.

## Estudis
Edwin Catmull va néixer a Parkersburg, Virgínia de l'Oest. La seva família va traslladar-se a Salt Lake City, Utah, on el seu pare va treballar de director d'institut. Criat en una família mormona, Catmull era el més gran de cinc germans i de jove va fer de missioner a la zona de Nova York durant els anys 60. Ja de petit, Catmull trobà inspiració en pel·lícules de Disney com Peter Pan i Pinocchio i somnià en convertir-se en animador de pel·lícules. Fins i tot va crear una animació primitiva utilitzant foliscopis. Tanmateix, va avaluar les seves possibilitats de forma realista i va decidir que els seus talents serien en un altre lloc. En comptes de perseguir una carrera en la indústria cinematogràfica, va utilitzar el seu talent en les matemàtiques, informàtica i física estudiant a la Universitat de Utah. Després de graduar-se, va treballar com a programador d'ordinadors a l'empresa Boeing a Seattle per un breu període abans de retornar a Utah com a estudiant de doctorat a la tardor de 1970.
A la universitat, fou deixeble d'Ivan Sutherland, que havia dissenyat Sketchpad i part del programa ARPA, compartint classes amb Fred Parke, James H. Clark, John Warnock i Alan Kay. Catmull va veure el programa de dibuix per ordinador de Sutherland, Sketchpad, i el nou camp de gràfics d'ordinador en general, com a important fonament en el futur de l'animació, combinant el seu amor per la tecnologia i l'animació, i decidit a formar part d'aquesta revolució des del principi. Des d'aquell moment, el seu objectiu principal fou fer una pel·lícula animada per ordinador. Durant el seu temps allà, va fer dos descobriments fonamentals pels gràfics d'ordinador: el mapatge de textura i la b-spline; i va inventar algoritmes per l'anti-aliasing espacial i per refinar les superfícies de subdivisió. Fins i tot va descobrir, independentment, el Z-buffering, tot i que ja havia estat descrit 8 mesos abans per Wolfgang Straßer a la seva tesi doctoral.
El 1972, Catmull va fer la seva primera contribució a la indústria cinematogràfica: una versió animada de la seva mà esquerra. Aquesta animació va ser agafada per un productor de Hollywood i incorporada el 1976 a la pel·lícula Futureworld, la seqüela de ciència-ficció de la pel·lícula Westworld i la primera pel·lícula en utilitzar gràfics 3D per ordinador. La seqüència, coneguda senzillament com a A Computer Animated Hand, va ser seleccionada per preservar-la en el Registre Nacional de Cinema de la Biblioteca del Congrés dels Estats Units el desembre del 2011.

## Carrera

### Principis
L'any 1974, Catmull va doctorar-se en informàtica i va ser contractat per una empresa anomenada Applicon. Tanmateix, el novembre del mateix any va ser contactat pel fundador de l'Institut de Tecnologia de Nova York, Alexander Schure, qui li va oferir la posició de director al nou Laboratori de Gràfics d'Ordinador al NYIT.
A la seva nova feina, Catmull va formar un grup de recerca, que treballava amb animació 2D, majoritàriament enfocant-se en les eines que podrien assistir als animadors en la seva feina. Entre les invencions hi va haver un programa de dibuix, anomenat Paint que es podria considerar com una versió primerenca del CAPS de Disney; el programa d'animació comercial Tween (utilitzat en el vídeo 3Measure for Measure2), inspirat en un sistema d'animació per ordinador experimental creat per Nestor Burtnyk i Marcelli Wein, que automatitzava el procés de producció de les transicions entre quadres; el programa d'animació SoftCel i altres programaris.
Catmull i el seu equip finalment van deixar l'animació 2D per començar a concentrar-se en els gràfics d'ordinador 3D, entrant al camp de la producció de pel·lícules. Cap a finals dels anys 70, el Laboratori de Gràfics de l'Ordinador començava a tenir problemes i sentia que hi hi havia una mancança de progrés real, malgrat el desenvolupament tecnològic, però els seus esforços havien atret l'atenció d'alguns grans noms de Hollywood, com George Lucas de Lucasfilm i Francis Ford Coppola.

### Lucasfilm
Lucas va contactar amb Catmull l'any 1979 i li va demanar d'encapçalar un grup per portar els gràfics generats per ordinador, l'edició de vídeo, i l'àudio digital al camp de l'entreteniment.
Lucas ja havia arriba a un acord amb una empresa d'ordinadors anomenada Triple-I, i els havia encarregat que creessin un model digital d'un X-Wing de la Guerra de les Galàxies, el qual van fer. L'any 1979, Catmull esdevenia el Vicepresident de la divisió Industrial Light & Magic de Lucasfilm.
A Lucasfilm, va ajudar a desenvolupar la composició d'imatge digital, la tecnologia utilitzada per combinar múltiples imatges de forma convincent.

### Pixar
Més tard, l'any 1986, Steve Jobs va comprar la divisió digital de Lucasfilm i va fundar Pixar, on Catmull esdevingué el Director Tècnic. A Pixar, va ser un desenvolupador clau del sistema de renderització RenderMan utilitzat en pel·lícules com Toy Story i Buscant en Nemo.
Després que Disney va adquirir Pixar, el gener del 2006, el Cap Executiu de Disney, Bob Iger, va encarregar a Catmull i John Lasseter que revigoritzessin els estudis d'animació Disney. Segons un article del Los Angeles Times, part d'aquest esforç era per permetre als directors més control creatiu com a col·laboradors en els seus projectes i per donar-los la llibertat creativa per utilitzar tècniques d'animació tradicional — un canvi complet de la decisió del CEO anterior, Michael Eisner, que volia que Disney només utilitzés animació digital i que Catmull va pensar que era una idea incorrecta de com les pel·lícules de Pixar sortien bé.
El juny del 2007, Catmull i Lasseter van rebre el control de DisneyToon Studios, una divisió de Disney Animation, localitzada en un edifici separat a Glendale. Des de llavors, com a president i director creatiu, respectivament, han supervisat tres estudis diferents de Disney, cadascun amb la seva cadena de producció pròpia: Pixar, Disney Animation, i DisneyToon. Mentre Disney Animation i DisneyToon són a l'àrea de Los Angeles, Pixar es troba a més de 500 quilòmetres, a l'àrea de la badia de San Francisco, on viuen tots dos. Conseqüentment, van nomenar un director general a cada estudi per manejar els afers diaris de part seva. Llavors van començar, cada setmana, a anar als estudis Pixar i Disney Animation, invertint com a mínim dos dies per setmana (normalment dimarts i dimecres) a Disney Animation. El novembre de 2014, els directors generals de Disney Animation i Pixar van ser tots dos ascendits a president, però continuaven depenent de Catmull, qui va mantenir el títol de president de Walt Disney i Pixar.

## Vida privada
El 2006, Catmull vivia a Marin County, prop de San Francisco, amb la seva esposa Susan i els seus tres fills.

## Premis
L'any 1993, l'Acadèmia de les Arts i les Ciències Cinematogràfiques va atorgar a Catmull el seu primer Premi Científic i Tècnic de l'Acadèmia "pel desenvolupament del programari RenderMan que produeix imatges utilitzades en pel·lícules a partir de descripcions de forma i aparença informàtiques en 3D". Va compartir el premi amb Tom Porter. L'any 1995, va ser nomenat Fellow de l'ACM. L'any 1996, va rebre un altre premi Científic i Tècnic de l'Acadèmia "per invencions pioneres en Composició d'Imatge Digital". El 2001, va rebre un Oscar "per avenços significatius el camp de la renderització de pel·lícules, exemplificat en el RenderMan de Pixar". L'any 2006, va rebre la medalla John von Neuman de l'IEEE per contribucions pioneres al camp dels gràfics d'ordinador en modelat, animació i renderització. Als Premis Oscar de 2008, Catmull va rebre l'Oscar Gordon E. Sawyer, el qual honora "un individu en la indústria de cinematogràfica, les contribucions tecnològiques del qual han aportat crèdit a la indústria".
L'any 2013, el Computer History Museum el va nomenar Fellow del Museu "per la seva feina pionera als gràfics d'ordinador, animació i producció de pel·lícules".
El seu llibre Creativity, Inc. fou preseleccionat per al Financial Times and McKinsey Business Book of the Year Award (2014), i va ser seleccionat al club de lectura de Mark Zuckerberg el març del 2015.
Catmull va compartir el Premi Turing de 2019 amb Pat Hanrahan per la seva tasca pionera en les imatges generades per ordinador.

### Entrevistes
- La revista Networker entrevista a Ed Catmull
- Fantastic Voyage: Guardian Unlimited entrevista a Ed Catmull, president of Pixar
- SIGGRAPH entrevista a Edwin Catmull Arxivat 2012-07-16 a Wayback Machine.